# Gewerkschaftsbund der Angestellten
Der Gewerkschaftsbund der Angestellten (GDA) war von 1920 bis 1933 ein Dachverband liberaler Angestellten-Gewerkschaften in der Weimarer Republik.
Der GDA wurde am 21. November 1920 auf einem Kongress in Magdeburg gegründet. Er war freiheitlich-demokratisch und national orientiert. Seine Mitglieder setzten sich hauptsächlich aus dem gemäßigt-mittelständischen Milieu zusammen, welches vornehmlich aus kaufmännischen und Büroangestellten bestand. In seiner Satzung wurde die Fortführung einer aggressiven Standespolitik, die anti-sozialistische Position und der gehobene mittelständische Charakter der Angestellten betont. Er war Mitglied im Gewerkschaftsring deutscher Arbeiter-, Angestellten- und Beamtenverbände. Er existierte mit schwankenden Mitgliederzahlen (300.357 Mitglieder in 1921, 275.352 in 1926, 327.742 in 1931) bis zu seiner Auflösung 1933 zu Beginn des Nationalsozialismus.